# Spilosoma nigroundulata
Spilosoma nigroundulata là một loài bướm đêm thuộc phân họ Arctiinae, họ Erebidae.